# Ancistrus chagresi
Espèce
Ancistrus chagresi est une espèce de poissons-chats.
Ancistrus chagresi est un poisson qui atteint une taille de vingt centimètres. Il est endémique du Panama, notamment dans les rivières proche du Canal de Panama, tels les rio Chagres, rio Gatun et rio Chorrera.